# Mesenteriolum
Das Mesenteriolum (Verkleinerungsform (Diminutiv) von lat. Mesenterium), auch Mesoappendix genannt, ist eine Gewebefalte (Gekröse) im Bereich des Wurmfortsatzes (Appendix vermiformis) des Blinddarms (Caecum). Es dient als Verbindung zwischen dem Blinddarm und dem Bauchfell. Im Mesenteriolum befinden sich Fett- und Bindegewebe sowie Blutgefäße, die den Blinddarm mit Blut und Nährstoffen versorgen.
Die Arteria appendicularis, die aus der Arteria ileocolica abzweigt, ist der wichtigste Bestandteil des Mesenteriolums. Sie sorgt für eine ausreichende Blutversorgung des Blinddarms.
Bei einer Appendektomie, also dem operativen Entfernen des Blinddarms, muss das Mesenteriolum samt der Arterie sorgfältig unterbunden werden, um Nachblutungen zu vermeiden. Diese Maßnahme ist wichtig, um eine sichere und erfolgreiche Operation durchzuführen und Komplikationen zu vermeiden.